# Coregonus bavaricus
Coregonus bavaricus är en fiskart som beskrevs av Hofer, 1909. Coregonus bavaricus ingår i släktet Coregonus och familjen laxfiskar. IUCN kategoriserar arten globalt som akut hotad. Inga underarter finns listade i Catalogue of Life.